# Rafael Barber
Rafael Barber Rodríguez (ur. 2 sierpnia 1980 w Aielo de Malferi) – hiszpański piłkarz, grający na pozycji pomocnika. Jest wychowankiem Ontinyent CF, następnie przez 3 lata występował w UB Conquense, a w 2005 roku przeszedł do Recreativo.
W Primera División rozegrał 60 spotkań.